# 鞍部

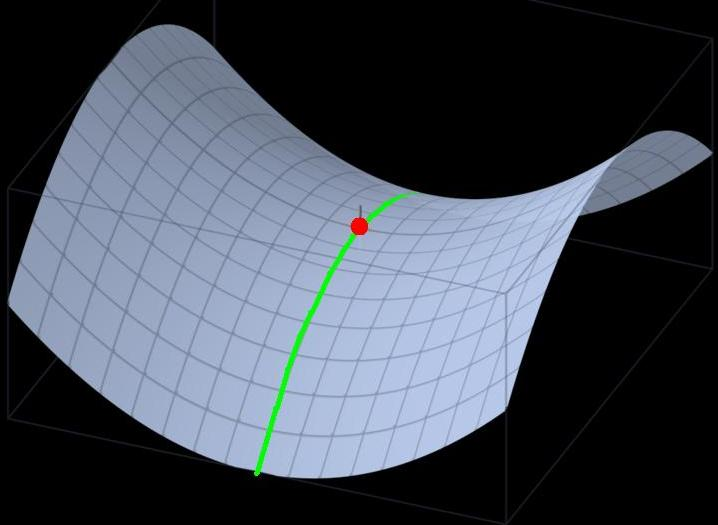
鞍部示意圖，紅點為鞍點

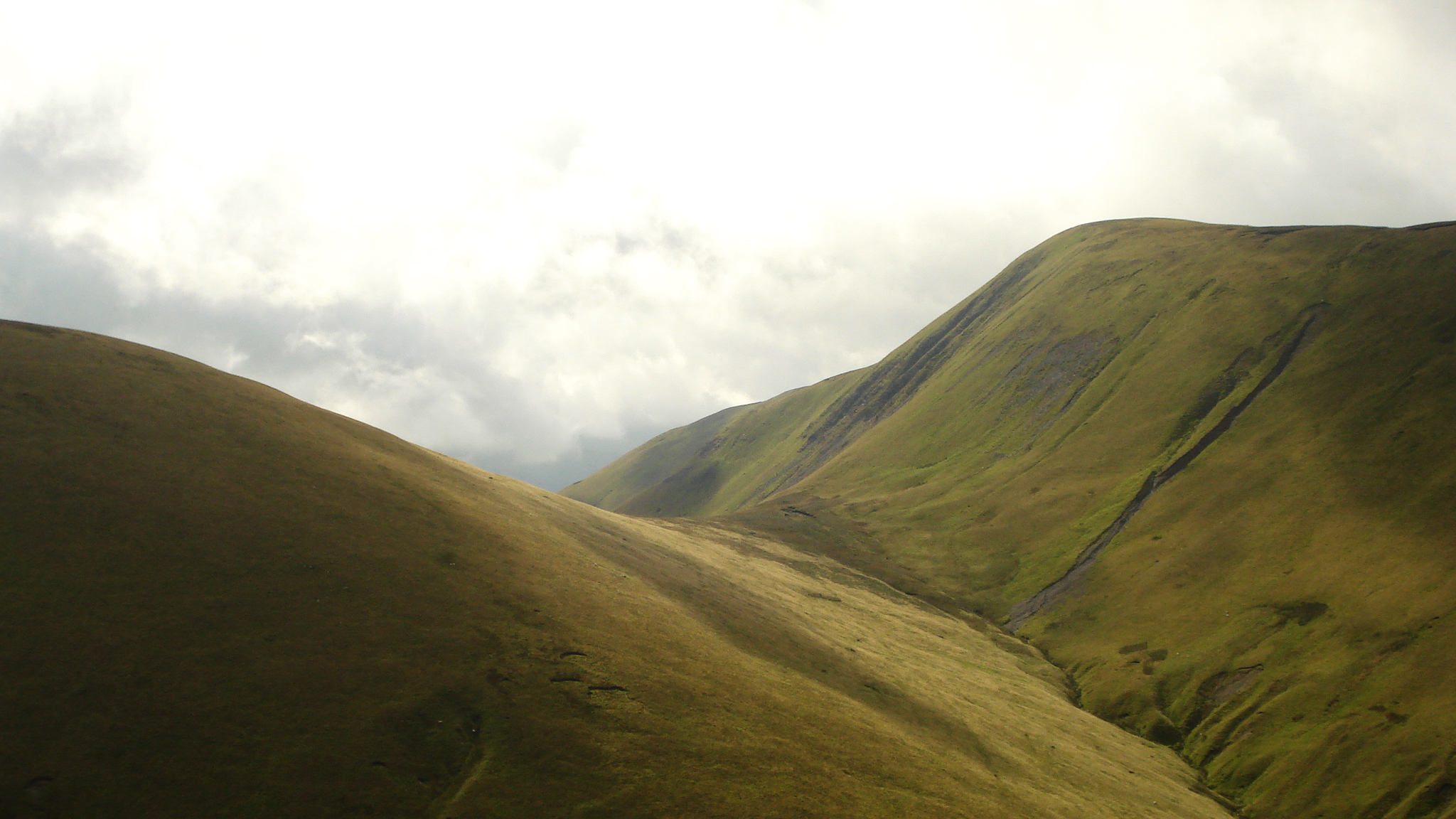
英格蘭霍吉爾丘陵的一個鞍部

鞍部（saddle）為兩山間山脊線的最低處，結合周邊地形狀似馬鞍，故稱之。來往被山相隔的地方，最短的路徑一般都是經過鞍部，因而形成山區的重要通道，此時稱之為山口（mountain pass）或埡口。有些鞍部附近坡度較為平緩，常稱之為嶺。
在軍事上，鞍部是一個容易防守的地方，只須少量兵力便可守住，使敵軍不能跨越，因而常在此設置关卡或其他軍事設施，此時會稱之為隘口。
世界上有诸多鞍部为旅行、貿易的重要通道；同樣也是战争、民族迁徙的必經要道。